# FC Hämeenlinna
FC Hämeenlinna – fiński klub piłkarski grający na drugim szczeblu piłkarskim w Finlandii, Ykkönen. Został założony w 1991 roku, a w ekstraklasie zadebiutował dwa lata później. Gra na stadionie Kaurialan kenttä.

## Sukcesy
- Finał Pucharu Finlandii – 2004